# Maria Francisca de Orléans e Bragança
Maria Francisca Amélia Luísa Vitória Teresa Isabel Miguela Gabriela Rafaela Gonzaga de Orléans e Bragança (Eu, 8 de setembro de 1914 — São João, Lisboa, 15 de janeiro de 1968), foi uma Princesa de Orléans e Bragança e descendente da família imperial brasileira, casada com o pretedente ao trono de Portugal Duarte Nuno, Duque de Bragança.

## Biografia

### Primeiros anos

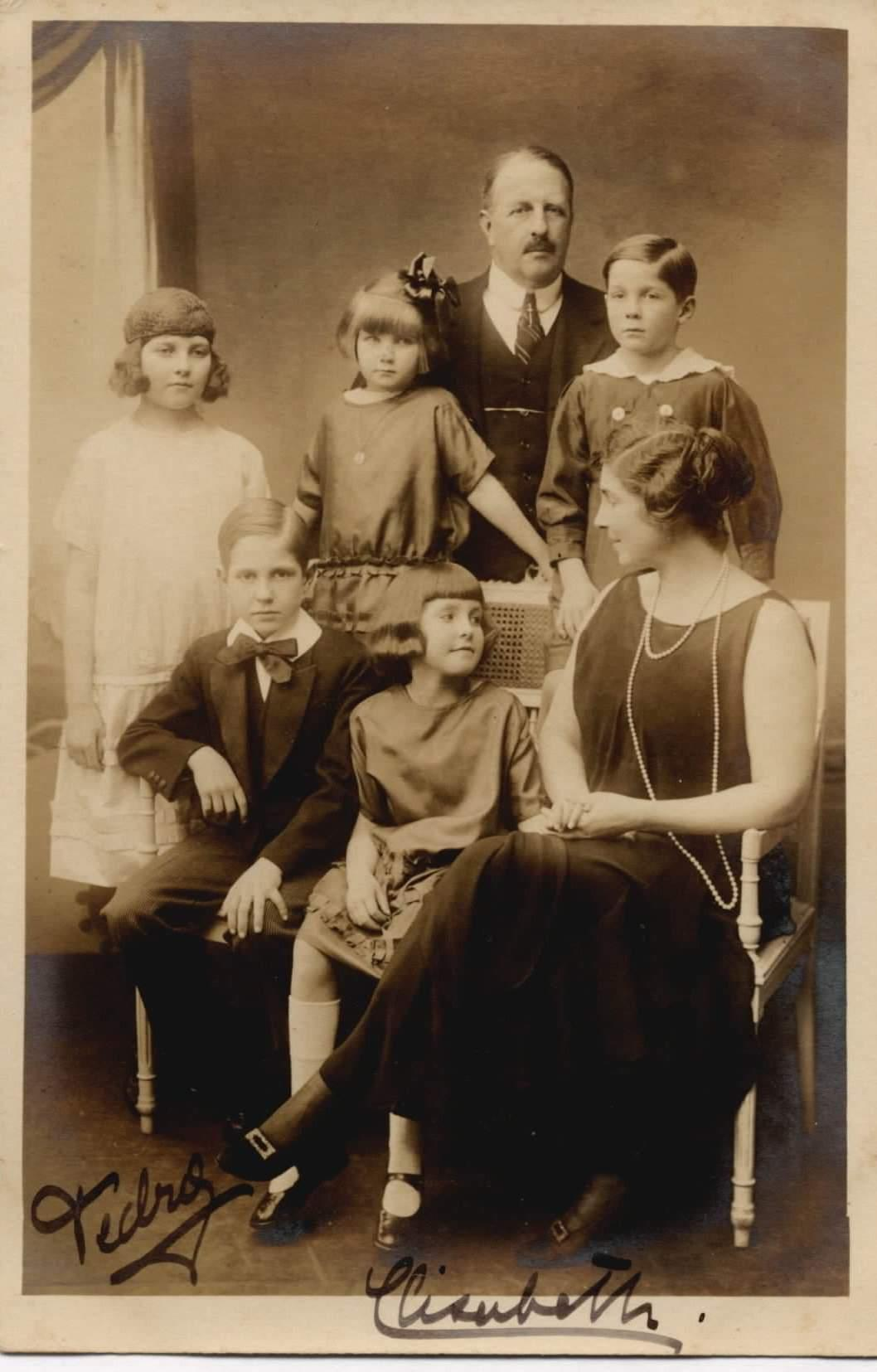
Retrato de Maria Francisca com seus pais e irmãos. Ela está sentada ao lado da mãe.

Nasceu no Castelo d'Eu, França, sendo filha de Pedro de Alcântara de Orléans e Bragança, príncipe do Grão-Pará (até 1889), neta de Isabel de Bragança e Gastão de Orléans, e bisneta de Pedro II, último imperador do Brasil. Sua mãe foi a condessa Elisabeth Dobrzensky de Dobrzenicz.
Passou seus primeiros anos na França, alternando estadias entre o Castelo d'Eu e Paris, onde estudou no Colégio de Notre Dame de Sion. Durante as férias a família visitava parentes na Alemanha, Áustria, Boêmia, Bélgica, Itália e Polônia. Na juventude manifestou-se um problema de saúde que enfraqueceu suas pernas, cuja natureza é incerta. Buscando remédio, a família a encaminhou para temporadas de banhos de mar.
Em 1920 o governo brasileiro revogou o banimento da família imperial que havia sido decretado em 1889. Considerando a possibilidade de se radicarem no Brasil, seus pais fizeram uma breve visita ao país, seguida de outra mais longa em 1925, quando tomaram posse do Palácio do Grão-Pará em Petrópolis, e iniciaram reformas para torná-lo habitável. A mudança definitiva ocorreu em 1935.
D. Maria Francisca continuou seus estudos no Colégio de Notre Dame de Sion de Petrópolis e na Escola de Enfermagem da Cruz Vermelha Brasileira no Rio de Janeiro. Em 1936 participou de uma viagem com familiares pelo interior do Brasil a fim de conhecer a vida dos indígenas.

### Casamento
No fim da década de 1930 os monarquistas portugueses se preocupavam que o pretendente ao trono D. Duarte Nuno de Bragança, neto de D. Miguel I, ainda não havia casado. Várias princesas europeias foram cogitadas, mas nenhuma decisão foi tomada, até que surgiu a ideia de uni-lo com uma representante da Casa Imperial Brasileira. A primeira possibilidade a ser aventada foi D. Pia Maria, filha de D. Luís de Orléans e Bragança. João de Azevedo Coutinho, auxiliar de D. Duarte Nuno, providenciou em 1939 que se iniciassem os contatos, mas o projeto acabou sendo adiado.
A perspectiva do casamento tornou-se então objeto do interesse do governo português. Ainda em 1939 Oliveira Salazar foi consultado e opinou que preferia que D. Duarte casasse com uma filha de D. Pedro de Alcântara de Orléans e Bragança, e recomendou que D. Duarte, por motivos políticos, não viajasse ao Brasil. O plano então entrou em recesso, mas em 1941 Salazar autorizou o reinício das negociações com a família brasileira através de Azevedo Coutinho. Os contatos progrediram, e em 1942 foi programada a viagem de D. Duarte para o Brasil, que apesar da resistência de Salazar foi autorizada, desde que a questão fosse tratada com toda a discrição. Salazar colaborou na organização da viagem determinando que o embaixador português na Espanha, Pedro Teotónio Pereira, acompanhasse D. Duarte e conseguisse que a embaixada dos Estados Unidos pagasse as passagens num avião da Panair. Finalmente a comitiva partiu de Lisboa no dia 29 de maio, e depois de duas escalas, chegou ao Rio de Janeiro no dia 1º de junho.
No Brasil os rumores sobre o casamento receberam ampla divulgação na imprensa, sendo assinalado que ele representaria a reunião de dois ramos da mesma família, separados há mais de um século, após uma cisão separatista entre absolutistas e liberais e uma sangrenta guerra civil, mas a esta altura ainda não havia nenhuma definição quanto à identidade da futura noiva. Preocupado com as repercussões políticas do evento, Salazar enfatizou ao embaixador no Brasil, Martinho Nobre de Melo, que evitasse a todo custo que a participação do governo português aparecesse como feita em caráter oficial, instruindo-o a divulgar a versão de que era apenas uma visita de D. Duarte aos seus parentes brasileiros, e recomendou que tivesse a maior prudência nos contatos com ele e o impedisse de participar de qualquer ato oficial da embaixada.
A decisão de escolher D. Maria Francisca entre suas irmãs e primas só foi tomada no Brasil, após D. Duarte conhecê-las pessoalmente. Em 4 de julho D. Duarte pediu sua mão em Petrópolis. Em seguida a noiva viajou a Nova Iorque em companhia da futura cunhada D. Filipa, a fim de visitar parentes exilados, e segundo as memórias do barão de Saavedra, o real motivo foi para que D. Maria Francisca tivesse tempo de se habituar à ideia de sua futura condição, uma vez que ela não esperava ser eleita. Entretanto, o Brasil entrava na II Guerra Mundial. Diante de um novo panorama político, a presença de D. Duarte no Brasil passou a ser vista como indesejável pelo governo português. João do Amaral sugeriu a Salazar que o regresso de D. Duarte fosse apressado e que o casamento fosse adiado, mas Salazar encareceu a necessidade de que tudo fosse resolvido com a máxima rapidez. O noivado foi então divulgado publicamente em 10 de setembro, sendo noticiado em jornais do Brasil e Portugal. O jornal brasileiro A Noite, por exemplo, em matéria de capa, disse:

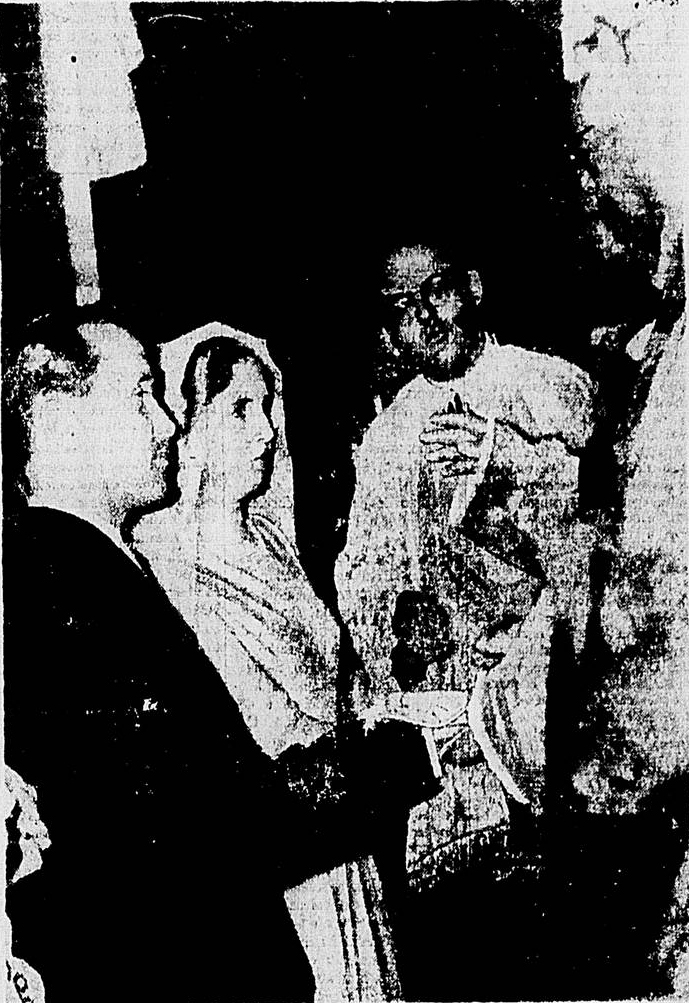
Casamento de Duarte Nuno e Maria Francisca.

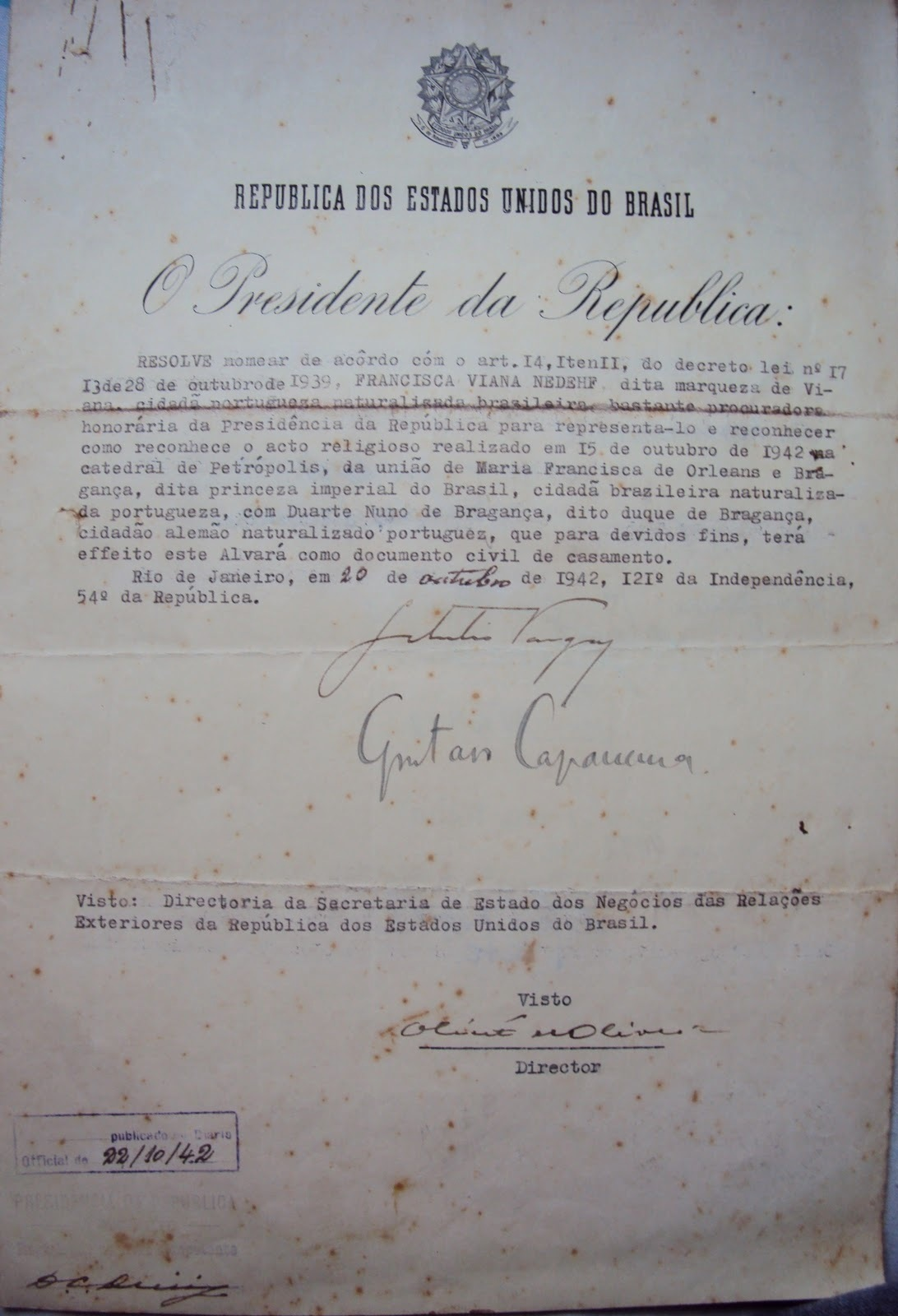
Documento assinado por Getúlio Vargas e Gustavo Capanema reconhecendo o casamento de Maria Francisca na Catedral de Petrópolis.

"Repercute gratamente nas esferas sociais do país, a notícia do ajuste matrimonial de uma das princesas brasileiras, D. Maria Francisca de Orléans e Bragança, ajuste que se mantém na linha dinástica luso-brasileira, e concorre auspiciando a continuidade de uma família a que nos prendem liames históricos e sentimentais do melhor teor espiritual. [...] A alta hierarquia social dos noivos e a tradição afetiva que os vincula à família brasileira justificam o interesse suscitado pelo acontecimento, cuja repercussão se estenderá a todo o Brasil".
Em 23 de setembro o barão de Saavedra deu um banquete em homenagem ao noivo, que completava 35 anos de idade, e no mesmo dia D. Maria Francisca deu de Nova Iorque uma entrevista ao jornal Diário Popular. Ela retornou ao Brasil em 6 de outubro. Tanto sua partida como seu regresso receberam cobertura da imprensa e foram acompanhados por numerosas figuras eminentes da sociedade carioca e da colônia portuguesa.
A escolha dos padrinhos também foi submetida ao escrutínio do governo português. Foi sugerido que o padrinho do noivo fosse o cardeal-patriarca de Lisboa, D. Manuel Gonçalves Cerejeira, mas a ideia foi vetada sumariamente por Salazar, que ordenou que fossem escolhidos para o noivo e para a noiva, pelo "alto significado político", os condes de Paris e de Barcelona, pretendentes, respectivamente, aos tronos da França e da Espanha, que aceitaram o convite mas devido à situação de guerra internacional não viajaram ao Brasil, delegando a função a representantes.
O casamento civil foi realizado na embaixada de Portugal no Rio de Janeiro em 13 de outubro de 1942, sendo presidido pelo embaixador e oficiado pelo cônsul geral, e acompanhado por altas figuras da sociedade brasileira e da colônia portuguesa. O casamento religioso ocorreu em 15 de outubro, na Catedral de Petrópolis, com suntuosas decorações e grande solenidade, seguido de um banquete. Muitos curiosos afluíram para Petrópolis na esperança de ver os noivos, lotando os hotéis, e um serviço especial de trens foi organizado para atender à grande demanda. O presidente do Brasil, Getúlio Vargas, o seu ministro dos Negócios Estrangeiros, Osvaldo Aranha, e os embaixadores de Portugal e da Inglaterra foram representados na cerimônia pelas respectivas esposas. Estiveram presentes ainda o ministro da Aeronáutica Salgado Filho, o almirante Castro e Silva, o brigadeiro Armando Trompowski, embaixadores ou ministros do Canadá, Portugal, Dinamarca, Estados Unidos, França, Peru, Polônia e Suécia, os prefeitos de Petrópolis e do Rio, representantes da realeza e membros da nobreza europeia, membros do corpo diplomático nacional e outras autoridades, o núncio apostólico e membros do alto clero, assim como uma extensa lista de personalidades da sociedade brasileira. O papa Pio XII transmitiu sua benção apostólica por telegrama. A Gazeta de Notícias do Rio disse que o casamento foi o assunto social do mês no Brasil, e a imprensa portuguesa repercutiu o evento em ampla escala. Missas em ação de graças foram celebradas em muitas paróquias portuguesas. No dia 20 Getúlio Vargas reconheceu oficialmente a validade do casamento em território brasileiro.

### Vida na Suíça
Após a cerimônia colocou-se o problema da residência do casal, pois desde a queda da monarquia Portugal havia banido os Bragança do seu território. Salazar rejeitava com veemência a hipótese de uma fixação no Brasil. A Espanha também não pareceu uma boa alternativa para o embaixador Pedro Teotónio Pereira, e foi igualmente rejeitada. No retorno à Europa o casal passou por Madri, onde recebeu cumprimentos de centenas de pessoas e foi homenageado com um jantar no Hotel Ritz promovido pela embaixada portuguesa, passaram por Sevilha, onde visitaram os infantes D. Carlos e D. Luísa, e por fim rumaram para Larache, no Marrocos, onde permaneceram até 7 de novembro, saindo de lá um dia antes do ataque norte-americano à região.
A viagem era observada de perto pelo governo português, que também facilitou sua chegada a Berna, na Suíça, onde fixaram residência, e acompanhou o nascimento dos filhos. O primeiro, Duarte Pio, nascido em 15 de maio de 1945, foi apadrinhado pelo papa Pio XII, e na cerimônia estiveram presentes o príncipe reinante de Liechtenstein, o conde de Barcelona e ministros de Portugal, Brasil, Reino Unido e Espanha, entre outros. O segundo, Miguel Xavier, nascido em 3 de dezembro de 1946, teve como padrinho o grão-duque herdeiro de Luxemburgo. O terceiro, Henrique Nuno, nasceu em 6 de novembro de 1949.

### Volta a Portugal
Em 21 de abril de 1950 o governo português revogou os decretos de banimento dos Bragança, mas a despeito da oposição de Salazar, a família decidiu retornar. D. Maria Francisca e dois filhos chegaram a Portugal em 28 de maio de 1952, sendo esperados já na fronteira e recebendo aclamações populares em seu caminho. D. Duarte Nuno e o filho mais novo chegaram em 12 de agosto. Para instalar a família a Fundação da Casa de Bragança adquiriu o antigo Mosteiro de São Marcos, nos arredores de Coimbra, e iniciou obras de reforma e adaptação. Enquanto a casa não ficava pronta, o banqueiro Júlio de Quental Calhariz emprestou-lhes para moradia a Quinta da Bela Vista em Vila Nova de Gaia. As obras em Coimbra terminaram em 1957, possibilitando a instalação da família em 1º de dezembro. Ali levaram uma vida frugal.
D. Duarte e D. Maria Francisca não tinham fortuna, e para viver dependiam do auxílio de amigos e parentes. D. Maria Francisca havia trazido um substancial dote de mil contos de réis por ocasião do casamento, mas a esta altura seus rendimentos eram muito pequenos. D. Duarte havia recebido uma herança da ex-rainha D. Amélia em 1951, mas o acesso aos bens passou por uma longa tramitação legal. Em vista desta situação, a partir de 1953 a Fundação da Casa de Bragança concedeu-lhes uma pensão de 700 contos anuais, elevada em 1963 para mil contos. Segundo Paulo Braga, dificuldades financeiras causaram tensões entre o casal, acentuadas por discordâncias na maneira de conduzir a criação dos filhos.
D. Maria Francisca ao longo dos anos participou de diversas cerimônias oficiais, geralmente em companhia do marido e às vezes dos filhos, a exemplo do encerramento do Congresso Mariano (1954); a comemoração dos 80 anos do papa Pio XII na Nunciatura de Lisboa (1956); a inauguração do monumento ao Cristo-Rei (1959); o encerramento das comemorações do quinto centenário da morte do infante D. Henrique no Mosteiro da Batalha (1960); a sessão solene da Universidade de Coimbra que assinalou a passagem pela cidade dos restos mortais de Nuno Álvares Pereira (1961); a recepção na Nunciatura Apostólica comemorativa dos 80 anos do papa João XXIII (1961); a sessão solene na Câmara Municipal de Lisboa comemorativa do 1º centenário do nascimento do rei D. Carlos (1964), entre outros. Também participava de eventos promovidos pela realeza europeia e pelos monarquistas, e todos os anos, no dia 1º de dezembro, o casal recebia em sua casa uma multidão de admiradores. Segundo Paulo Braga, "pelas notícias na imprensa, percebe-se que desfilavam milhares de pessoas, desde aristocratas a operários e trabalhadores rurais, passando por estudantes".

### Morte
D. Maria Francisca faleceu repentinamente, vítima de enfarte do miocárdio, aos 53 anos, em 15 de janeiro de 1968, na casa da cunhada D. Filipa, na Rua Paio Peres Correia, n.º 10, freguesia de São João, em Lisboa, onde viviam seus filhos Miguel e Henrique por motivo de estudos. Seu corpo foi velado na Sé de Lisboa, sob a presidência do cardeal-patriarca D. Manuel Gonçalves Cerejeira, e sepultado no jazigo dos duques de Lafões no cemitério do Alto de São João. As cerimônias fúnebres contaram com a presença de várias autoridades, incluindo Salazar, os presidentes da Assembleia Nacional e da Câmara Corporativa, os ministros do Interior, da Justiça, dos Negócios Estrangeiros, do Ultramar, da Economia e das Corporações, os embaixadores da Argentina, Brasil, Chile, Espanha, França, Peru e Reino Unido, membros da realeza europeia e descendentes da antiga nobreza portuguesa.
No mesmo ano familiares solicitaram a Salazar que lhe desse um túmulo mais digno, sendo pleiteados vários locais associados à Casa de Bragança. Em 1969 os ministros do Interior e da Justiça autorizaram o translado dos despojos para o Panteão das Duquesas de Bragança, em Vila Viçosa.

## Títulos e honrarias

### Títulos e estilos
- 8 de setembro de 1914 – 15 de outubro de 1942: Sua Alteza Real, a Princesa Maria Francisca de Orléans e Bragança
- 15 de outubro de 1942 – 15 de janeiro de 1968: Sua Alteza Real, a Duquesa de Bragança

### Honrarias
Reino de Portugal
| Ordre de Sainte-Isabelle | Grão-Mestre da Ordem de Santa Isabel (15 de outubro de 1942) |

## Descendência
De seu casamento com Duarte Nuno de Bragança:
1. Duarte Pio de Bragança (Berna, 15 de maio de 1945), casou-se em 13 de maio de 1995 com Isabel Curvelo de Herédia (1966). Com descendência. Reivindica a titularidade do Ducado de Bragança.[15]
2. Miguel Rafael de Bragança (Berna, 3 de dezembro de 1946) — reivindica a titularidade do Ducado de Viseu.
3. Henrique Nuno de Bragança (Berna, 6 de novembro de 1949 – 14 de fevereiro de 2017) — reivindicava a titularidade do Ducado de Coimbra.